# Repentance (Lee Perry)
Repentance è il 54º album del musicista giamaicano Lee "Scratch" Perry, ed è stato pubblicato negli Stati Uniti il 19 agosto 2008 dalle etichette Narnack Record e Lions Gate Entertainment.
L'album è stato coprodotto da Andrew W.K., ed appaiono collaborazioni con Moby, Don Fleming, Brian Chippendale, Josh Werner e Sasha Grey.

## Tracklisting
1. Shine - 4:17
2. Fire - 3:59
3. Pum-Pum - 3:42
4. Reggae Man - 4:03
5. Baby Sucker - 4:33
6. Crazy Pimp - 4:03
7. War Dance - 3:33
8. God Save His King - 4:07
9. Santa Claus - 3:57
10. Heart Doctor - 3:13
11. Chooga Cane - 3:31
12. Party Time - 4:21